# Göran Regner
Göran Ivan Fritiof Regner, född 1 oktober 1942 i Stockholm, död där 20 juni 2007 efter en kort tids sjukdom, var en svensk jurist och ämbetsman.
Regner tillhörde en juristsläkt och fadern Nils Regner var själv justitieråd. Brodern Hans har varit justitiekansler. Bröderna gav gemensamt ut nya upplagor av faderns juridiskt bibliografiska verk Svensk juridisk litteratur. Vid sidan om detta gjorde sig även Regner ett namn inom den statsrättsliga doktrinen.
Regner blev juris kandidat 1966. Efter att under sin tidiga karriär ha blivit hovrättsfiskal var Regner 1973–1975 biträdande sekreterare i 1973 års fri- och rättighetsutredning. Han tjänstgjorde från 1975 vid Statsrådsberedningen och Justitiedepartementet innan han som rättschef 1995 utnämndes till justitieråd. Regner kallades till juris doktor honoris causa vid Lunds universitet 1997. Han är begravd på Bromma kyrkogård.